# Marian Batko
Marian Batko (ur. 25 marca 1901 w Płaszowie, zm. 27 kwietnia 1941 w KL Auschwitz) – polski pedagog.

## Życiorys
Był synem Jana, palacza w cegielni i Klementyny z Maziarskich. Gdy miał rok, przeprowadził się wraz z rodziną do Kolbuszowej, gdzie jego ojciec znalazł zatrudnienie w tartaku Jerzego hr. Tyszkiewicza. Uczęszczał do Szkoły Ludowej Męskiej. W późniejszym czasie podjął naukę w prywatnym gimnazjum w Kolbuszowej, a następnie w Państwowym Gimnazjum Ogólnokształcącym w Mielcu, gdzie 31 maja 1920 roku zdał z wyróżnieniem egzamin maturalny. W czerwcu 1920 roku wstąpił jako ochotnik do Wojska Polskiego, walczył w wojnie polsko-bolszewickiej. W latach 1920–1925 studiował na Wydziale Matematyczno-Fizycznym Uniwersytetu Jagiellońskiego. Do 1927 roku był nauczycielem w kolbuszowskim prywatnym gimnazjum. 
W latach 1928–1929 uczył w gimnazjum w Lubaczowie. Następnie od 1929 do 1932 roku był pedagogiem w Gimnazjum Męskim im. Mikołaja Kopernika w Katowicach. W latach 1932–1935 uczył w Państwowym Gimnazjum Matematyczno-Przyrodniczym w Chorzowie nr 1, a w latach 1935–1939 w Państwowym Gimnazjum Klasycznym w Chorzowie nr 1. 
Z powodu schorzenia kręgosłupa nie został zmobilizowany w 1939 roku. Po niemieckiej agresji na Polskę zamieszkał przy ulicy Pędzichów 19 w Krakowie. W czasie wojny uczestniczył w tajnym nauczaniu. Aresztowany przez Niemców 30 stycznia 1941 w drodze na lekcję, był więziony w krakowskim więzieniu przy ul. Montelupich, a następnie 5 kwietnia 1941 został deportowany do niemieckiego obozu koncentracyjnego KL Auschwitz-Birkenau, gdzie otrzymał nr obozowy 11795. 23 kwietnia – według niektórych relacji innych więźniów – dobrowolnie zgłosił się do wymiany za młodego współwięźnia skazanego na śmierć głodową z 9 innymi mężczyznami podczas apelu wieczornego w ramach kary za ucieczkę jednego z więźniów. Zmarł 27 kwietnia, w podziemiach bloku 11 jako pierwszy z grupy skazanych, prawdopodobnie z powodu znacznego wycieńczenia organizmu. Tamtą „wybiórkę” zapamiętało wielu więźniów, którym udało się przeżyć Oświęcim. Jeden z nich, Roman Organiściak, pisze:

Z szeregów wystąpił wtedy z własnej woli Marian Batko, zwracając się z prośbą do komendanta, aby zwolnił z wybiórki Mieczysława Pronobisa, a on pójdzie w jego miejsce na głodową śmierć. Fritsch wyraził zgodę na tę zmianę. Życie za życie – rachunek musi się zgadzać. Był to heroiczny i niezwykły czyn człowieka, który wystąpił – jak nakazywała komenda: cztery kroki do przodu – i ofiarował swoje istnienie za życie innego młodego więźnia

20 marca 1972 r. Rada Państwa PRL przyznała pośmiertnie Marianowi Batce Krzyż Złoty Orderu „Virtuti Militari”
Przez wiele lat uważano, że owym ocalonym przez Mariana Batko był szesnastoletni Mieczysław Pronobis z Tarnowa. Dokładniejsze badania pozwoliły ustalić, że nie mógł to być Pronobis, gdyż ten w tym czasie przebywał w innym, nieobjętym selekcją, bloku. Nazwiska młodego człowieka uratowanego przez Batkę nie udało się ustalić.
Według słów świadectwa Erwina Olszówki (nr obozowy 1141) ucznia Batki z Chorzowskiego Gimnazjum i naocznego świadka owego apelu więźniów w Oświęcimiu, w wyniku którego Marian Batko dostał się do bunkra głodowego, nie wyszedł on z szeregu więźniów dobrowolnie, ale został zeń wypchnięty przez zastępcę blokowego kapo – również chorzowianina – Edmunda Lidke, co podważałoby tezę o dobrowolnym poświęceniu własnego życia w zamian za któregoś ze współwięźniów.
Relacja Erwina Olszówki spisana w 1972 r.:

Profesora Mariana Batkę poznałem w okresie, kiedy jako uczeń uczęszczałem do Gimnazjum im. Odrowążów w Chorzowie. We wspomnianym gimnazjum prof. Marian Batko był moim wykładowcą matematyki [...]. Ponowne spotkanie nastąpiło dopiero w 1941 r. na terenie obozu koncentracyjnego Auschwitz w Oświęcimiu [...]. To był prawie wrak człowieka. Nie przejawiał chęci walki o życie, jednym słowem, w obozie tak wyglądających więźniów określano jako muzułmanów. Obawialiśmy się nawet, tzn. jego dawni uczniowie (przebywający w KL Auschwitz), czy nie popełni samobójstwa. Aż litość brała patrzeć na sposób jego poruszania. Chodził przygarbiony, ledwie poruszając nogami. Staraliśmy się mu pomagać w miarę naszych możliwości, chroniąc go między innymi od pracy. W tym czasie prof. Marian Batko przebywał w bloku nr 2, w którym funkcję blokowego pełnił więzień Jonny Klausing, a zastępcy Edmund Lidke, pochodzący z Chorzowa. Ten ostatni obóz przeżył, mieszka w Chorzowie, lecz cierpi na chorobę umysłową [...]. Po raz ostatni widziałem prof. Mariana Batkę w dniu kiedy przeprowadzano selekcję wśród więźniów bloku nr 2. Wybrano wówczas 10 więźniów skazanych na śmierć głodową za jakiegoś uciekiniera, który był mieszkańcem tego bloku. Wybiórka ta miała miejsce wiosną 1941 r. Podczas wybiórki zaszło wydarzenie, którego ofiarą padł prof. Marian Batko. Obecny przy wybiórce zastępca blokowego – Edmund Lidke – wypchnął z szeregu stojących więźniów Mariana Batkę i dołączył [go] do innych. Czyn ten skompromitował go zupełnie w oczach wszystkich kolegów, którzy w sposób jednoznaczny negatywnie ocenili jego postępek. Po tym wydarzeniu Lidke rychło został z obozu zwolniony. Potępialiśmy Lidke dlatego, że w czasie wybiórki Lagerführer Fritzsch (który sam osobiście wskazywał na więźniów) nie wybrał Mariana Batki, a wypchnął go z szeregu właśnie on. Zdarzenie to widziałem osobiście, gdyż przebywałem w tym czasie w bloku nr 3, na placu apelowym ustawialiśmy się w pobliżu. Wyjaśniam, że w tym czasie więźniowie poszczególnych bloków ustawiali się w środku obozu na wolnej przestrzeni, którą później zabudowano.

Wspomniany przez Erwina Olszówkę zastępca blokowego (kapo) Edmund Lidke, oznaczony w obozie numerem 1143, został zwolniony z KL Auschwitz w rok po wydarzeniu na owym pamiętnym apelu 23 kwietnia 1941, tj. w kwietniu 1942 r. Po wojnie mieszkając w Chorzowie rzeczywiście cierpiał na chorobę umysłową i zmarł w 1972 r., przebywając na leczeniu w szpitalu psychiatrycznym w Toszku koło Gliwic.

## Upamiętnienie
- Marian Batko jako patron:
  - Szkoła Podstawowa nr 12 w Łodzi
  - Szkoła Podstawowa nr 90 w Krakowie (22 stycznia 2008 r. nadano imię Kawalerów Mieczowych w ramach Zespołu Szkół Integracyjnych nr 7 w Krakowie)
  - Zespół Szkół Technicznych nr 2 w Chorzowie (w budynku, w którym pracował)
- W 1987 roku przy ul. Jurczyńskiego w Łodzi na budynku Szkoły Podstawowej nr 12 odsłonięto tablicę pamiątkową poświęconą Marianowi Batko; autorem tablicy jest łódzki rzeźbiarz Wojciech Gryniewicz.